# Los ladrones del marsupilami
Los ladrones del marsupilami (título original en francés: Les voleurs du marsupilami) es el quinto álbum de Spirou y Fantasio, dibujado y guionizado por André Franquin sobre una idea de Geo Salmon. La obra fue serializada semanalmente en la revista belga Spirou desde abril hasta noviembre de 1952, antes de ser publicada en un volumen recopilado por Dupuis en 1954.

## Argumento

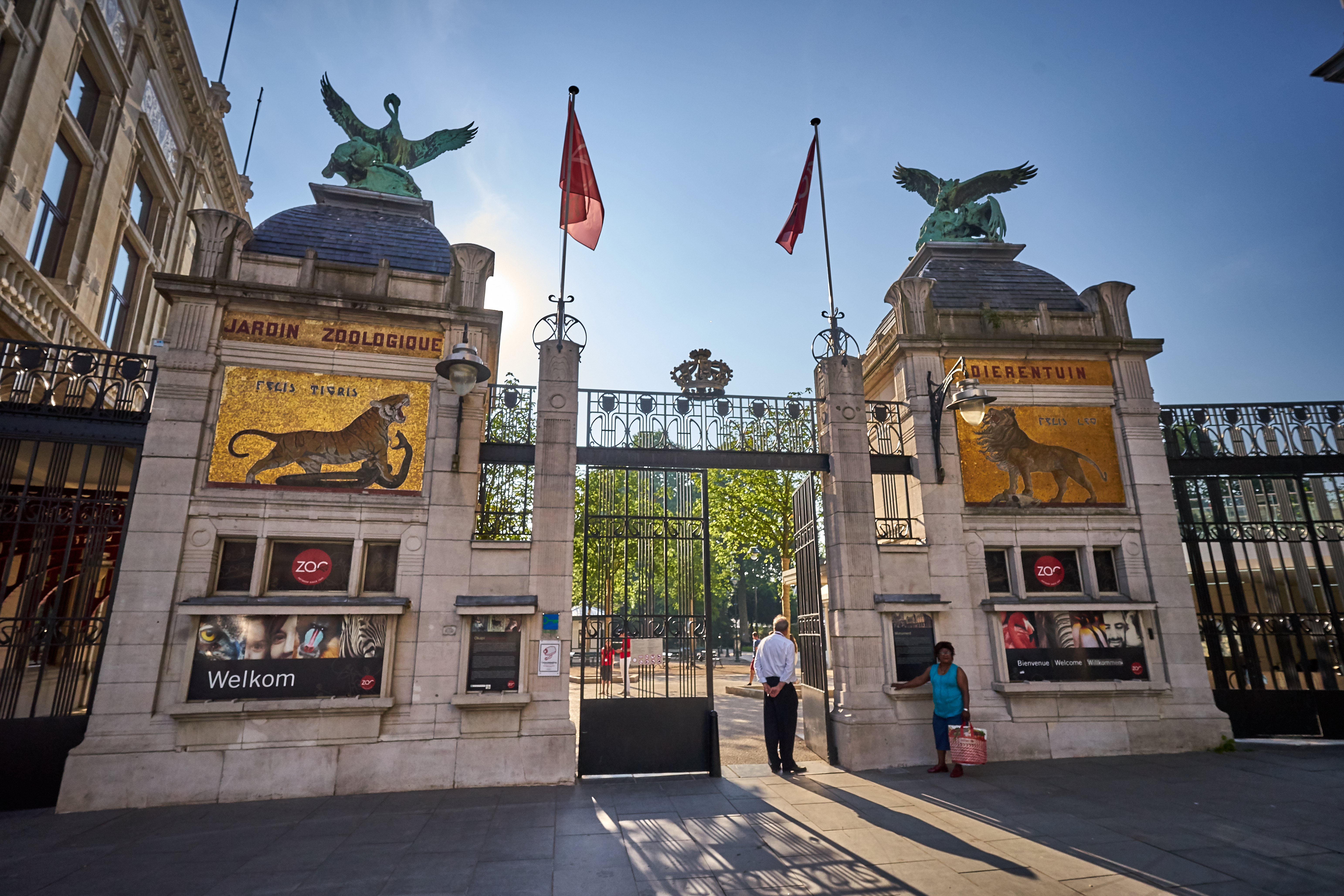
El zoo de Marsupilami está inspirado en el zoológico de Amberes, el más antiguo de Bélgica.

La historia continúa en el punto donde queda el álbum anterior: Spirou y Fantasio se arrepienten de haber entregado a Marsupilami al zoológico, así que debaten cómo devolverlo a su hábitat natural. Antes de que puedan pensar algo reciben la noticia de que el animal ha muerto en su jaula. Pero cuando los dos acuden al médico del zoo para pedirle explicaciones, descubren que el cuerpo ha desaparecido sin dejar rastro, lo que les lleva a pensar que ha sido robado con vida. Los protagonistas esperan a la hora de cierre para tratar de darle caza. Tras una persecución, el ágil ladrón consigue escapar pero el grupo logra dos importantes hallazgos: un trozo del papel que envolvía al marsupilami, y un documento con la dirección del malhechor que le identifica como Valentin Mollet.
Después de comprobar que el sospechoso ha viajado a la ciudad balneario de Magnana, los protagonistas se dirigen allí y descubren que Mollet es un talentoso futbolista que está siendo chantajeado para saldar una deuda. Spirou y Fantasio le hacen reconocer que Marsupilami sigue con vida, pues el papel que le envolvía tenía unos agujeros para que pudiese respirar, así que un arrepentido Valentin confiesa el robo y desvela que se lo ha vendido al dueño del circo Zabaglione, quien pretende convertir al animal en su atracción estrella.
Los protagonistas intentan infiltrarse como trabajadores del circo para liberar al marsupilami, pero son despedidos antes de conseguir su objetivo. La situación cambia cuando ambos se encuentran con el conde de Champiñac, quien les ofrece un nuevo invento: unas pastillas que cambian la pigmentación de la piel. Con este truco, Spirou y Fantasio desarrollan un número circense bajo el seudónimo «Cam y León» y son contratados por Zabaglione para actuar en su espectáculo. Una vez están dentro, dan con Marsupilami y se proponen liberarlo después de la actuación para no levantar sospechas. Sin embargo, Zabaglione tiene la sensación de haberlos visto antes y termina descubriendo su identidad en una antigua revista sobre el hallazgo del animal.
Cuando están a punto de liberar al marsupial, Spirou y Fantasio son abordados por los secuaces de Zabaglione. Pero en el último momento aparece Valentin Mollet, quien había acudido al circo con su familia, y éste ayuda a los protagonistas para noquear a los ladrones. La historia termina con el marsupilami felizmente instalado junto a Spirou, Fantasio y Spip.

## Historia

### Contexto
Aunque Franquin es el dibujante y guionista de Los ladrones del marsupilami, la idea original está acreditada a Jo Almo, seudónimo del autor belga Geo Salmon, quien era uno de sus colaboradores habituales. Comenzó a editarse dos semanas después de que terminara Spirou y los herederos (1952), por lo que empieza en el mismo punto que terminó la obra anterior.

### Publicación
La serialización de la historia comenzó el 3 de abril de 1952, en el n.º 729 de la revista Spirou, y fue publicándose por entregas semanales hasta el 13 de noviembre de 1952, correspondiente al n.º 761. Esta historia da por concluida la trama abierta en Spirou y los herederos, pero el destino de Marsupilami no quedaría decidido hasta una historia posterior, El dictador y el champiñón (1956). Por otro lado, la primera edición del álbum salió a la venta el 11 de septiembre de 1954 y cuenta con 58 páginas dibujadas.
En idioma español, la obra fue publicada originalmente por Editora Mundis (1980) y por Grijalbo en su sello Ediciones Junior (1993). También forma parte del recopilatorio Les intégrales Dupuis - Spirou et Fantasio 2 (2016), editado en España por Dibbuks.